# 齒葉乳香樹
齿叶乳香树，也叫印度乳香，為乳香屬下的一種植物，分布于印度及巴基斯坦旁遮普地区。齿叶乳香树是印度原产的两种乳香树属植物之一（另一种是卵叶乳香树），它所产出的乳香是阿育吠陀中使用的一种传统药物，可用来治疗关节炎。

## 外部連結
- BBC News Health - Frankincense 'can ease arthritis' （页面存档备份，存于） Friday 01/08/08